# Azdārān
Azdārān (persiska: ازداران) är en ort i Iran.   Den ligger i provinsen Golestan, i den norra delen av landet, 400 km öster om huvudstaden Teheran. Azdārān ligger 943 meter över havet och antalet invånare är 185.
Terrängen runt Azdārān är bergig norrut, men söderut är den kuperad. Runt Azdārān är det ganska glesbefolkat, med 48 invånare per kvadratkilometer. Närmaste större samhälle är Āzādshahr, 20,0 km väster om Azdārān. I omgivningarna runt Azdārān växer i huvudsak blandskog.